# Bréville-les-Monts
Bréville-les-Monts és un municipi francès situat al departament de Calvados i a la regió de Normandia. L'any 2007 tenia 670 habitants.

## Demografia

### Població
El 2007 la població de fet de Bréville-les-Monts era de 670 persones. Hi havia 257 famílies de les quals 45 eren unipersonals (29 homes vivint sols i 16 dones vivint soles), 94 parelles sense fills, 106 parelles amb fills i 12 famílies monoparentals amb fills.
La població ha evolucionat segons el següent gràfic:
Habitants censats

### Habitatges
El 2007 hi havia 277 habitatges, 256 eren l'habitatge principal de la família, 10 eren segones residències i 12 estaven desocupats. 269 eren cases i 8 eren apartaments. Dels 256 habitatges principals, 216 estaven ocupats pels seus propietaris, 36 estaven llogats i ocupats pels llogaters i 4 estaven cedits a títol gratuït; 4 tenien dues cambres, 32 en tenien tres, 61 en tenien quatre i 158 en tenien cinc o més. 221 habitatges disposaven pel capbaix d'una plaça de pàrquing. A 98 habitatges hi havia un automòbil i a 150 n'hi havia dos o més.

### Piràmide de població
La piràmide de població per edats i sexe el 2009 era:
| Homes | Edats   | Dones |
| ----- | ------- | ----- |
| 0     | 95 o +  | 0     |
| 0     | 90 a 94 | 0     |
| 0     | 85 a 89 | 0     |
| 4     | 80 a 84 | 0     |
| 8     | 75 a 79 | 0     |
| 4     | 70 a 74 | 12    |
| 12    | 65 a 69 | 16    |
| 4     | 60 a 64 | 0     |
| 16    | 55 a 59 | 8     |
| 24    | 50 a 54 | 28    |
| 20    | 45 a 49 | 24    |
| 36    | 40 a 44 | 28    |
| 36    | 35 a 39 | 24    |
| 4     | 30 a 34 | 20    |
| 24    | 25 a 29 | 12    |
| 8     | 20 a 24 | 12    |
| 28    | 15 a 19 | 24    |
| 12    | 10 a 14 | 12    |
| 24    | 5 a 9   | 36    |
| 8     | 0 a 4   | 24    |

## Economia
El 2007 la població en edat de treballar era de 436 persones, 323 eren actives i 113 eren inactives. De les 323 persones actives 304 estaven ocupades (160 homes i 144 dones) i 19 estaven aturades (11 homes i 8 dones). De les 113 persones inactives 57 estaven jubilades, 36 estaven estudiant i 20 estaven classificades com a «altres inactius».

### Ingressos
El 2009 a Bréville-les-Monts hi havia 252 unitats fiscals que integraven 676 persones, la mediana anual d'ingressos fiscals per persona era de 20.403 €.

### Activitats econòmiques
Dels 19 establiments que hi havia el 2007, 2 eren d'empreses de fabricació d'altres productes industrials, 6 d'empreses de construcció, 1 d'una empresa de comerç i reparació d'automòbils, 2 d'empreses de transport, 1 d'una empresa d'hostatgeria i restauració, 1 d'una empresa immobiliària, 4 d'empreses de serveis, 1 d'una entitat de l'administració pública i 1 d'una empresa classificada com a «altres activitats de serveis».
Dels 5 establiments de servei als particulars que hi havia el 2009, 1 era un guixaire pintor, 3 lampisteries i 1 perruqueria.
L'any 2000 a Bréville-les-Monts hi havia 7 explotacions agrícoles.

## Equipaments sanitaris i escolars
El 2009 hi havia una escola elemental.

## Poblacions més properes
El següent diagrama mostra les poblacions més properes.